# 天狗納豆
天狗納豆（てんぐなっとう）とは、水戸納豆の発祥のブランド名。複数の企業がこのブランド名で納豆を製造している。

## 歴史

### 水戸納豆の歴史

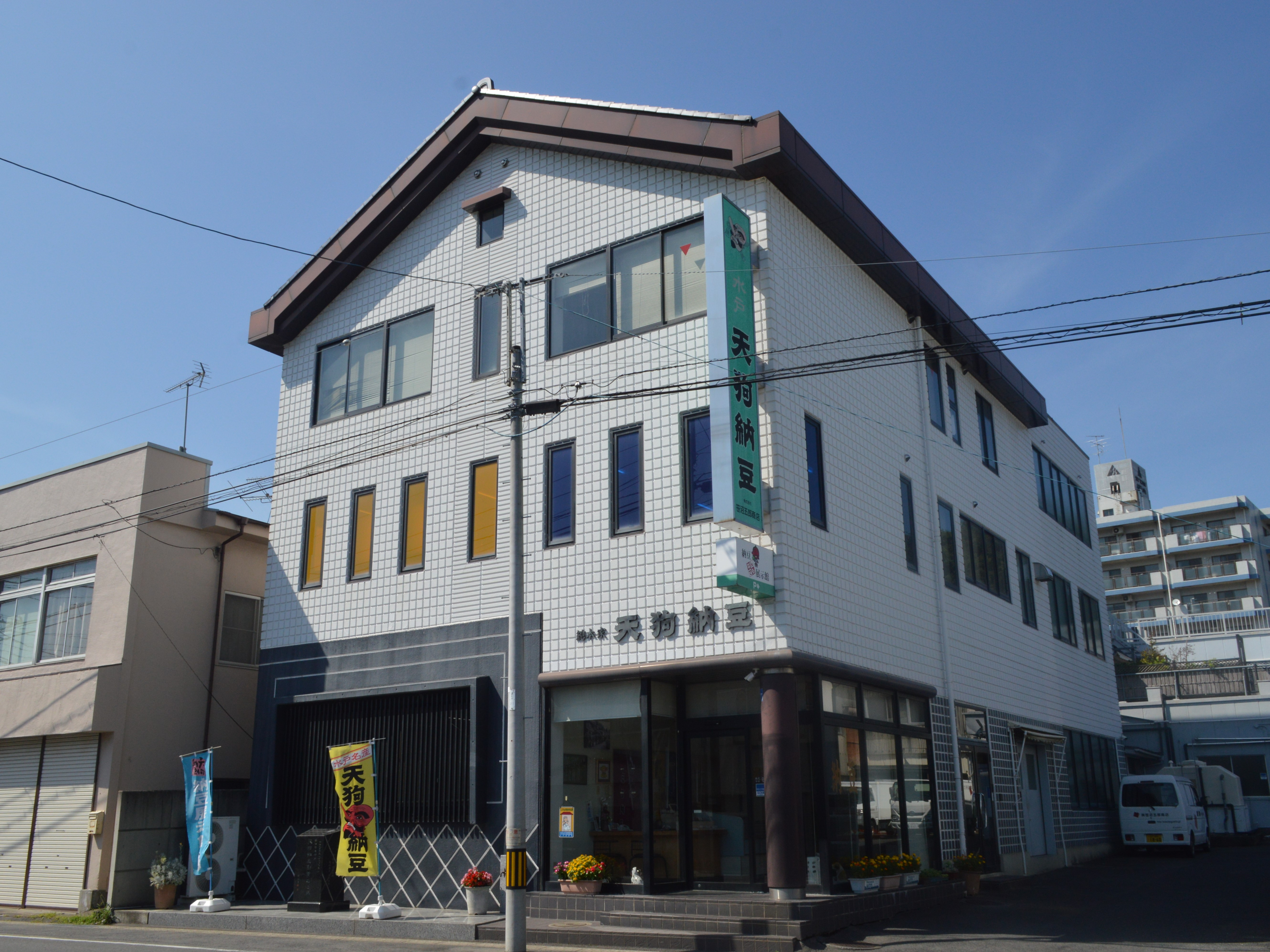
「天狗納豆総本家」を名乗る笹沼五郎商店

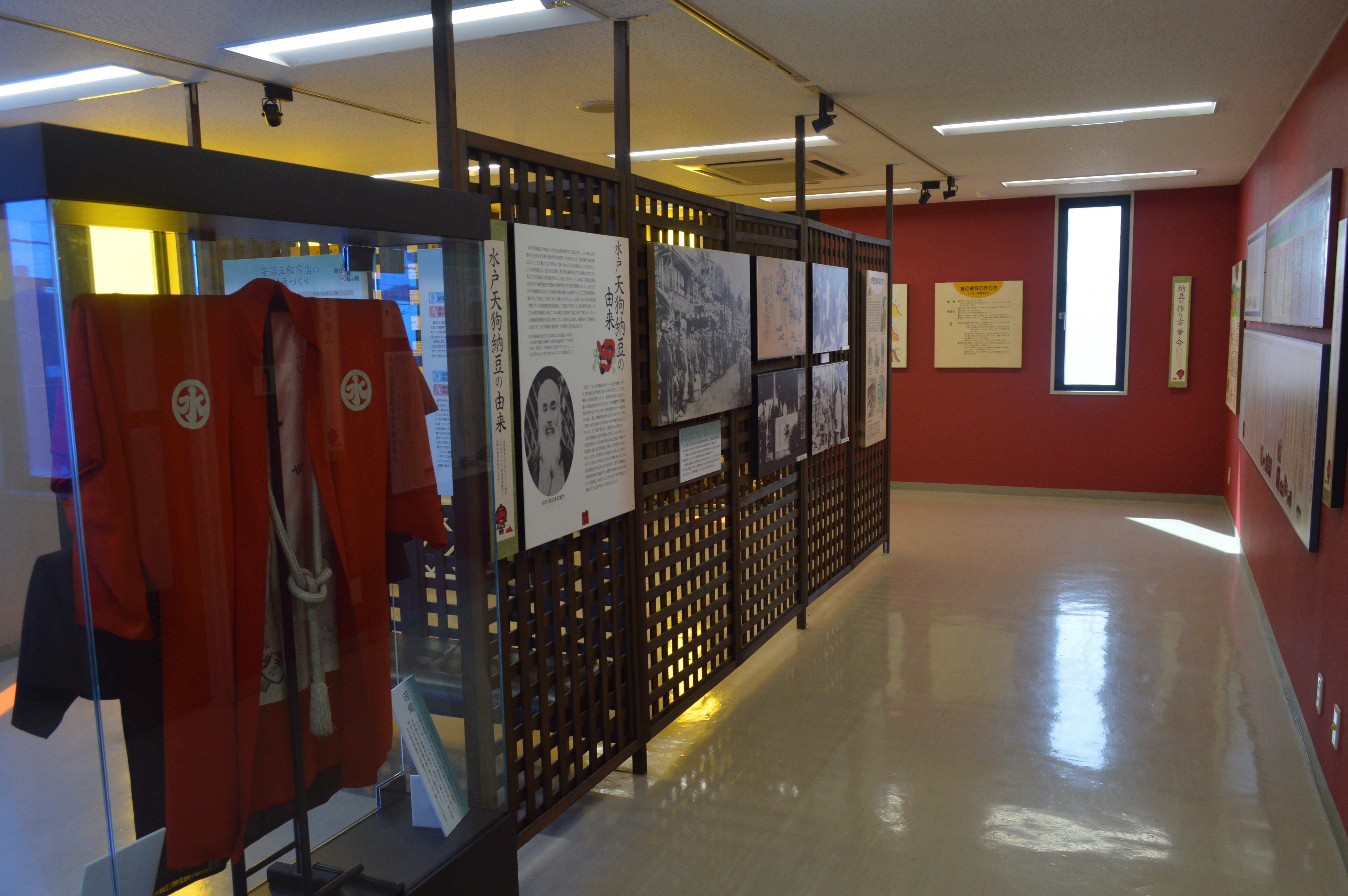
笹沼五郎商店の納豆展示館

江戸時代末期の安政元年（1855年）、水戸藩士で勤王家の笹沼家に初代笹沼清左衛門が生まれた。初代笹沼清左衛門は1889年（明治22年）に天狗納豆を興し、今日の水戸納豆の礎を築いた。

### 天狗納豆の由来
水戸徳川家家臣郷士庄屋神官層が主軸となり、8代水戸藩主徳川斉昭に重用された「藩政改革・尊皇攘夷派」に属した。そのため、明治維新の魁となった水戸藩の尊皇攘夷激派、「水戸天狗党」の名を戴き「天狗納豆」とした（納豆メーカーのブランド名にキャラクターが多いのは「天狗」を模倣したため）。

### 天狗納豆のブランド化と「水戸納豆」の発展
極早稲の小粒大豆を使用したこと、また、近代的食品工業としての製造技術を確立し、更にはそれまでの販売員に頼る手法ではなく、開通間もない鉄道の駅や観光地（偕楽園）などでの販売を行う等販売ツールの革新もはかったことで「天狗納豆」ブランドは今日の名声を得る。以降、複数の納豆メーカーの興業と競争により「水戸納豆」自体が有名になっていった。

## 企業
笹沼清左衛門の流れを汲む「天狗納豆」ブランドで納豆を製造する企業が2社存在する。
- 株式会社笹沼五郎商店（天狗納豆総本家）
- 天狗納豆株式会社（水戸元祖 天狗納豆）